# Владимир Кох
Владимир Кох (Београд, 17. март 1964) српски је виолиниста и професор на Факултету уметности Универзитета у Приштини.

## Образовање
Рођен у музичкој породици, Кох је рано испољио свој таленат за музику. Завршио је виолину и теоретски одсек у Музичкој школи "Јосип Славенски" у Београду, а затим започео студије на Факултету музичке уметности у Београду, положивши пријемни испит као први на ранг листи на смеровима Виолина и Општа музичка педагогија. У току студија је освајао највише награде на републичком и савезним такмичењима из виолине и солфеђа. Дипломирао је 1984. године у класи проф. Ј. Петровић-Ласко и наставио усавршавање на Женевском конзерваторијуму, у класи Р. Земанског, концертмајстора Оркестра романске Швајцарске.

## Каријера
Владимир Кох заузима истакнуто место међу српским оркестарским музичарима. Каријеру је започео као концертмајстор Филхармоније младих и Симфонијског оркестра ФМУ у Београду. Уследили су ангажмани у професионалним оркестрима. Као стални или гостујући концертмајстор, заменик концертмајстора или први виолиниста, наступао је у саставу многих оркестара у земљи и иностранству: Симфонијског оркестра РТБ-а, Симфонијског оркестра "Станислав Бинички", Камерног оркестра „Симфонијета“, Симфонијског оркестра Camerata Serbica, оперских оркестара Народног позоришта у Београду и Камерне опере Мадленијанум, Симфонијског оркестра Радио-телевизије Приштина, Новосадског камерног оркестра, Титоградског симфонијског оркестра, Симфонијског оркестра Тенерифе и Камерног оркестра Pro Classica (Шпанија), Камерног оркестра „Гофредо Петраси“ у Риму.
Такође је наступао и као солиста са овим оркестрима, изводећи стандардни виолински репертоар (Бах, Моцарт, Вијењавски, Сибелијус...). Међу диригентима са којима је сарађивао су и: Борислав Пашћан, Ђура Јакшић, Ванчо Чавдарски, Александар Спасић, Владмир Крањчевић, Бојан Суђић и други.
Као члан Трија Бароко, гудачког џез трија, клавирског џез квинтета, у дуу са флаутисткињом Сањом Стијачић... наступао је широм Србије, Црне Горе, Шпаније, Италије и Грчке.

## Педагошка делатност
Владимир Кох предаје у звању доцента на Факултету уметности Универзитета у Приштини од 2001. године, а предавао је и на Академији лепих уметности у Београду и више музичких школа у Београду и Крагујевцу. Међу његовим ученицима и студентима су и концертмајстори Нишког симфонијског оркестра, Камерног оркестра Amoroso и Филхармоније младих, хонорарни члан Македонске филхармоније, професори виолине у музичким школама у Србији и окружењу.